# Merivale River
Merivale River är ett vattendrag i Australien. Det ligger i delstaten Queensland, omkring 540 kilometer väster om delstatshuvudstaden Brisbane.
Omgivningarna runt Merivale River är i huvudsak ett öppet busklandskap. Trakten runt Merivale River är nära nog obefolkad, med mindre än två invånare per kvadratkilometer. Genomsnittlig årsnederbörd är 707 millimeter. Den regnigaste månaden är december, med i genomsnitt 120 mm nederbörd, och den torraste är april, med 12 mm nederbörd.